# إيميت شابمان
إيميت شابمان (بالإنجليزية: Emmett Chapman)‏ هو عازف جاز وعازف قيثارة أمريكي، ولد في 28 سبتمبر 1936 في كاليفورنيا في الولايات المتحدة، وتوفي سنة 2021.

## وصلات خارجية
- إيميت شابمان على موقع ميوزك برينز (الإنجليزية)
- إيميت شابمان على موقع ديسكوغز (الإنجليزية)